# حارة القصص (صنعاء)
حارة القصص هي إحدى حارات حي دار الحيد بمديرية ضواحي الأمانة سنحان وبني بهلول إحد مديريات العاصمة اليمنية صنعاء، بلغ تعداد سكانها 247 نسمة حسب تعداد اليمن لعام 2004.